# エリゴス

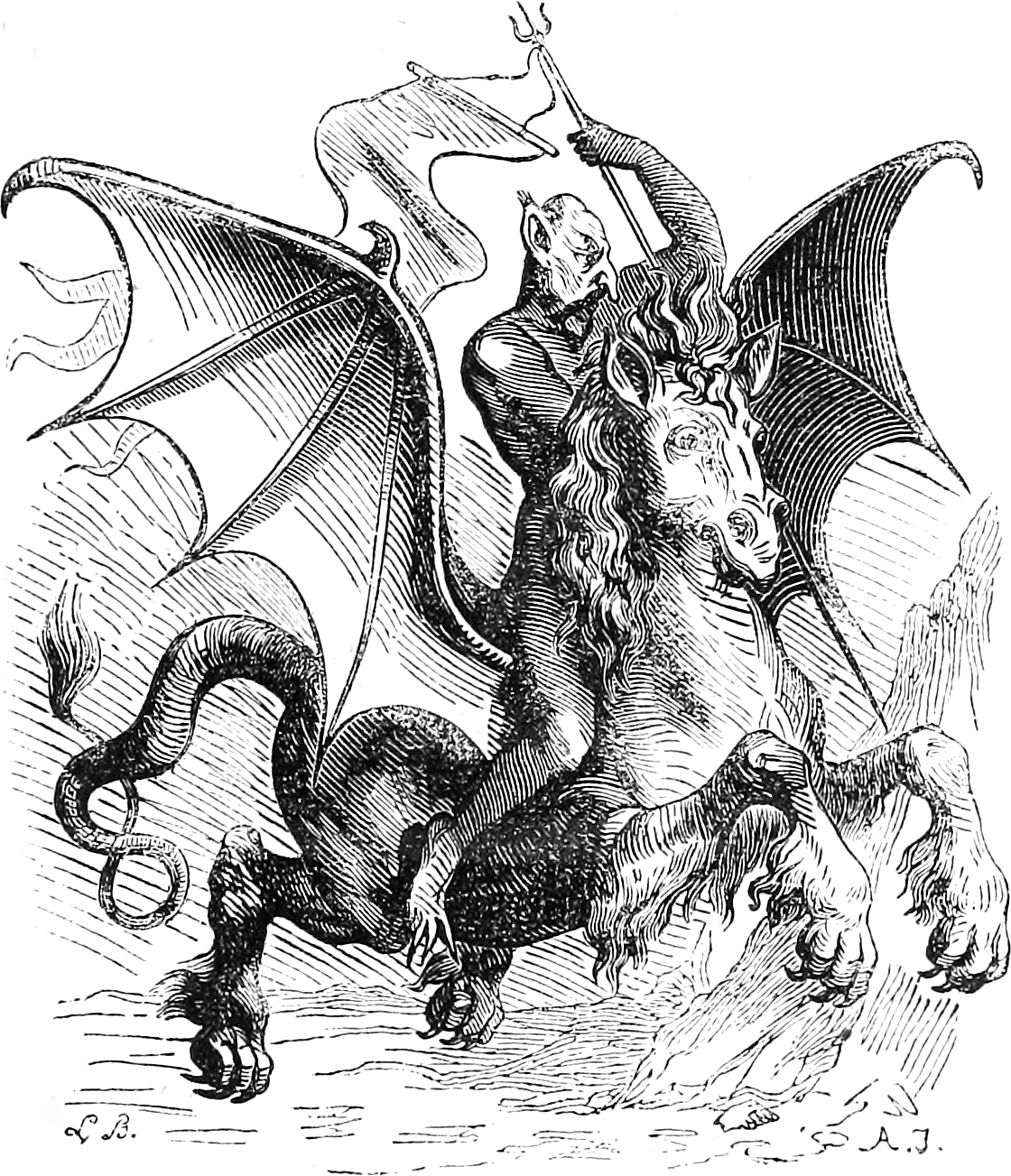
コラン・ド・プランシー著『地獄の辞典』のアビゴル(Abigor)の項の挿絵

エリゴス（Eligos）は、悪魔学における悪魔の一人。

## 概要
エリゴスはエリゴール（Eligor）またはアビゴル（Abigor）とも呼ばれる。
召喚者の前に、槍を携え、旗を掲げ、蛇または杖を持った端整な騎士の姿で現れる。未来を予見する力を持ち、隠された物事や戦争について語るとされている。また、王や偉大な人物の寵愛をもたらすとも言われる。
『ゴエティア』によると、60の軍団を率いる序列15番の地獄の公爵。
『大奥義書』によるとフルーレティの配下にあるという。
『ミュンヘン降霊術手引書』においてはアルゴル（Alugor）という名前で紹介され、50の軍団を率いる公爵であるという。